# Montlivault

Montlivault este o comună în departamentul Loir-et-Cher, Franța. În 1 ianuarie 2022 avea o populație de 1.307 de locuitori.